# 帕拉代斯鎮區 (北達科他州埃迪縣)
帕拉代斯鎮區（英語：Paradise Township）是位於美國北達科他州埃迪縣的一個鎮區。

## 地方資料
帕拉代斯鎮區的面積為91.21平方千米，當中陸地面積為85.43平方千米，而水域面積為5.78平方千米。根據2020年美國人口普查的數據，當地共有人口34人，而人口密度為每平方千米0.37人。